# Associazione Sportiva Acquachiara
Associazione Sportiva Acquachiara je talijanski vaterpolski klub iz Napulja. Osnovana je 1998. godine. Domaće utakmice igra na bazenu Piscina Felice Scandone koji može primiti 4 500 gledatelja. Istim bazenom služe se i Posillipo i Canottieri Napoli.

## Sastav 2014./15.
- Francesco Caprani
- Raffaele Iassevoli
- Andrea Lamoglia
- Marco Ferrone
- Amaurys Pérez
- Simone Rossi
- Andrea Scotti Galletta
- Giuseppe Valentino
- Vincenzo Tozzi
- Giacomo Lanzoni
- Antonio Petković
- Matteo Astarita
- Stefano Luongo
- Ciro Caccavale
- Matteo Gitto
- Luca Marziali
- Fran Paškvalin
- Davide Addeo 
  - trener:  Paolo De Crescenzo

U ovoj sezoni Acquachiara je izborila završnicu Kupa LEN što je njen najveći uspjeh u povijesti. U četvrtzavršnici su izbacili francuski Olympic Nice ukupnim ishodom 23:17 (13:7, 10:10), a u poluzavršnici hrvatski Mornar iz Splita ukupnim ishodom 22:18 (15:11, 7:7). U završnici je u prvoj utakmici odigrala neriješeno s Posillipom 6:6, a u drugoj je poražena 11:10. Drugim mjestom u Kupu LEN ostvarila je svoj najveći uspjeh u europskim međunarodnim klupskim natjecanjima.